# اوپگورد
اوپگورد (به لاتین: Oppegård) یک منطقهٔ مسکونی در نروژ است که در آکرشوس واقع شده‌است. اوپگورد ۳۷ کیلومتر مربع مساحت و ۲۳٬۹۶۴ نفر جمعیت دارد.

## خواهرخوانده
شهر بخش سولنتونا خواهرخواندهٔ اوپگورد هست.